# Zeng Meilan
Zeng Meilan es una deportista china que compitió en remo. Ganó tres medallas en el Campeonato Mundial de Remo entre los años 1988 y 1990.

## Palmarés internacional
| Campeonato Mundial | Campeonato Mundial   | Campeonato Mundial | Campeonato Mundial        |
| Año                | Lugar                | Medalla            | Prueba                    |
| ------------------ | -------------------- | ------------------ | ------------------------- |
| 1988               | Milán (Italia)       | Medalla de oro     | Cuatro sin timonel ligero |
| 1989               | Bled (Yugoslavia)    | Medalla de oro     | Cuatro sin timonel ligero |
| 1990               | Tasmania (Australia) | Medalla de bronce  | Cuatro sin timonel ligero |